# Großeneder
Großeneder ist ein Stadtteil von Borgentreich im Kreis Höxter, Nordrhein-Westfalen (Deutschland).

## Lage
Der Ort liegt in der Warburger Börde, südwestlich des Zentralortes. Südlich von Großeneder verläuft die Bundesstraße 241. Durch den Ort fließt die Eder (Eggel).

## Geschichte
Großeneder wurde erstmals 887 urkundlich erwähnt. Ursprung des Ortes soll ein Königshof von Karl dem Großen sein, den er einem seiner Beamten geschenkt haben soll. Der Ort gehörte bis zu den Napoleonischen Kriegen zur Landvogtei Peckelsheim im Hochstift Paderborn. Von 1807 bis 1813 gehörte Großeneder zum Kanton Borgentreich im Departement der Fulda des Königreichs Westphalen. 1816 kam Großeneder zum neuen Kreis Warburg in der preußischen Provinz Westfalen, in dem die Gemeinde bis 1937 zum Amt Borgholz und danach bis 1974 zum Amt Borgentreich gehörte.
Zum 1. Januar 1975 kam Großeneder auf Grund des Paderborn-Gesetzes zur Stadt Borgentreich, die gleichzeitig zum Kreis Höxter kam. Im Jahre 1987 wurde das 1125-Jahre-Jubiläum der Ersterwähnung des Orts gefeiert.

## Sonstiges
- Sehenswert ist die denkmalgeschützte St.-Peter-und-Paul-Kirche
- Im Ort gibt es einen zweigruppigen städtischen Kindergarten.
- Die Ederhalle, eine Mehrzweckhalle, wurde 1967 in Eigenleistung von den Einwohnern erbaut.
- 1987 wurde auf dem Dachboden der Schule ein Heimatmuseum eingerichtet.
- Der jüdische Friedhof erinnert an die jüdische Vergangenheit des Ortes.[4]

## Persönlichkeiten
- Josef Gockeln (1900–1958), Landtagsabgeordneter, Landtagspräsident, Bundestagsabgeordneter, geboren in Großeneder
- Meinolf Michels (1935–2019[5]), Landwirt, Politiker und ehemaliger Bundestagsabgeordneter